# Bruno Duval
Bruno Duval (* um 1975) ist ein französischer Fusion- und Jazzmusiker (Schlagzeug).

## Leben und Wirken
Duval erhielt zunächst klassischen Klavierunterricht und wechselte dann zum Schlagzeug. Nach einem fünfjährigen Kurs an der Schlagzeugschule Sonor–HSMA und ersten Jazz-Workshops in Annecy studierte er bis zum Bachelor im Popmusikstudiengang bei DrumTech in London. Für ein Aufbaustudium Jazz und Improvisation bei Scott Stromann, Pete Churchill, Simon Purcell und Trevor Tomkins  besuchte er die Guildhall School of Music and Drama, wo er 2002 mit einem Postgraduierten-Diplom absolvierte; auf der Tagung der International Association of Schools of Jazz in Helsinki wurde er mit einer internationalen Auszeichnung geehrt.
Nach seinem Studium und zahlreichen Kooperationen in Großbritannien zog Duval 2003 nach Genf, um seine Karriere als Berufsmusiker in der Westschweiz fortzusetzen. Mit seinem Red Planet Quartett gewann er 2008 das Montreux Jazz Springboard. Mit seinem aktuellen Quintett Small World legte er 2021 das gleichnamige Album vor. Weiterhin gehörte er zur Band Crimi von Julien Lesuisse, mit der das Album Luci e Guai entstand, und arbeitete mit Musikern wie Ibrahim Maalouf, Guillaume Perret, Kenny Wheeler, Jamie Cullum, Rhoda Scott und Kyle Eastwood (Metropolitain). Er ist auch auf Alben von Pavel Pešta (Easy Time) und Alain Guyonnet & Maria Calvo Samaniego (Metisagesse) zu hören.
Duval lehrt seit 2006 Jazz- und zeitgenössisches Schlagzeug an der International School of Geneva; zudem gibt er Workshops am AMR in Genf und unterrichtet auch am Conservatoire populaire de musique, danse et théâtre und der ETM in Genf. Weiterhin ist er Gründer und Leiter der Kulturvereinigung World Village, die seit 2010 in Genf ansässig ist.

## Diskographische Hinweise
- Red Planet: L’impatience (En Face 2009, mit Manuel Gesseney, Mathieu Rossignelly, Manu Hagmann)
- Small World (Unit Records 2021, mit Shems Bendali, Cyril Moulas, Matthieu Llodra, Bruno Schorp)